# Música Nova
Música Nova é um álbum da cantora e atriz brasileira Danni Carlos, lançado em 2007. É o primeiro álbum totalmente em português da cantora.

## Faixas
1. "Música Nova" (Danni Carlos)
2. "Gelo e Rocha" (Carlos)
3. "Cinema" (Carlos)
4. "Amor Por Mim" (Carlos)
5. "Ton Ton" (Carlos)
6. "O Seu Lugar" (Nando Reis)
7. "Pisando em Marte" (Carlos)
8. "Arcanjo" (Carlos)
9. "Olhos de Serpente" (Carlos)
10. "Lobos" (Carlos)
11. "Coisas Que Eu Sei" (Dudu Falcão)
12. "Doce Sal" (Carlos)
13. "Só Sucesso" (Carlos)

## Singles
- (2007) "Coisas Que Eu Sei" (#1)
- (2008) "Doce Sal" (#12)

L